# Lochmaeus manteo
Lochmaeus manteo är en fjärilsart som beskrevs av Doubleday 1841. Lochmaeus manteo ingår i släktet Lochmaeus och familjen tandspinnare. Inga underarter finns listade i Catalogue of Life.

## Bildgalleri

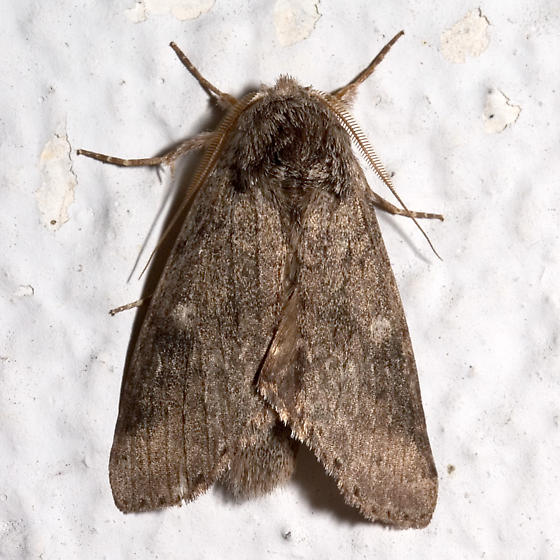